# Skibet (by)
 For alternative betydninger, se Skibet. (Se også artikler, som begynder med Skibet)
Skibet er en by i Sydjylland med 2.615 indbyggere  (2024), beliggende 5 km øst for Bredsten og 6 km vest for kommunesædet og regionshovedstaden Vejle. Skibet hører til Vejle Kommune og ligger i Region Syddanmark. Skibet hører til Skibet Sogn, og Skibet Kirke ligger i det sydvestlige hjørne af byen.

## Geografi
Byen ligger i bunden af Vejle Ådal, hvor landevejen til Billund og Grindsted (primærrute 28) kommer tættest på Vejle Å. Lidt sydvest for byen ligger den tidligere herregård Haraldskær, der nu er hotel og kursuscenter.

## Faciliteter
- Skibet Skole er dels en almindelig folkeskole med undervisning på 0.-6. klassetrin, dels en centerafdeling for elever med autismespektrumforstyrrelser, hvor der kan undervises på 0.-10. klassetrin. Skolen har 125 ansatte.[2]
- Skibet Børnehus, der har 4 grupper i vuggestuen og 5 i børnehaven, ligger ved siden af skolen.[3]
- Ved siden af skolen ligger også Skibet-Hallen, hvor Skibet Idrætsforening tilbyder badminton, fodbold, gymnastik, bordtennis, håndbold og hockey.[4]
- Vandrerhjemmet Danhostel Vejle ligger i Skibet ved Bindeballestien. Det har 30 værelser med 138 senge.[5]

## Historie
"Vejle Aa har tidligere været sejlbar op til Skibet Kirke, hvor der siges at have været en Havn for Baade og mindre Fartøjer (der skal være fundet Skibsankre). — Da Harald Kesja efter Kong Niels’ Drab havde ladet sig hylde til Konge af Jyderne og taget Ophold i Egnen om Jelling, drog Erik Emune imod ham 1135 og skal have truffet ham i „Scypetorp“, hvor han lod ham halshugge."
I 1904 beskrives Skibet således: "I Sognet Skibet Kirke (1340: Skipwith, 1387: Skibith), ved Vardevejen, og i Nærheden Jærnbanehpl. og Kro...Slelde med Præstegd." Der var altså ingen egentlig bebyggelse ved kirken, men i landsbyen Slelde, der nu er en del af Skibets byområde.

### Stationsbyen
Skibet fik holdeplads (en lille station) på Vejle-Vandel-Grindsted Jernbane, der blev åbnet til Vandel i 1897 og forlænget til Grindsted i 1914. Banen blev nedlagt i 1957, og stationsbygningen er revet ned, men på banens tracé går Bindeballestien, som er asfalteret fra Vejle til Ravning, hvorfra den fortsætter som grussti næsten til Bindeballe Station.
Det lave målebordsblad fra 1900-tallet viser et mejeri ved stationen, men stadig ingen nævneværdig bydannelse. Den kom først efter banens tid og især i 1960'erne, hvor Skibets bydel Østengård voksede op øst for det gamle Skibet på jord fra proprietærgården Østengård. Der er kun 1 km åbent land mellem denne bydel og Vejles vestlige bydel Trædballe.

### Genforeningssten
Ved kirkepladsen står en sten til minde om Genforeningen i 1920. Den blev afsløret 15. juni 1922 (Valdemarsdag og 2-årsdagen for genforeningen).